# Експлозија прашине
Експлозија прашине је брзо сагоревање честица прашине на ваздуху у затвореном простору. Угљена прашина је честа опасност у подземним рудницима али се она може јавити било где, запаљиви прах се налази у било којој атмосфери и ако има довољно запаљивих честица у атмосфери или у присуству других гасова као што је кисеоник може доћи до експлозије. 

## Услови паљења експлозивне прашине
Постоје 4 неопходна услова за експлозију прашине или брзо сагоревање:
1. запаљива прашина
2. прашине у ваздуху у високој концентрацији
3. присуство оксиданта
4. извор паљења[1]

## Извори прашине
Многи материјали који оксидишу стварају угљену прашину као што су угаљ, пиљевина и магнезијум. Многе материје као што су житарице, брашно, шећер, млеко у праху, полен могу довести до стварања опасних облака прашине, а неки метали у праху суспендовани у ваздуху могу довести до стварања експлозивних мешавина. Прашина може настати из активности као што су транспорт, вађење угља итд. Да би подржала горење, прашина се мора састојати од веома малих честица на веома великој површини у односу на запремину, при чему је колективна површина свих честица доста већа у односу на површину највећих честица прашине. Прашина се дефинише као прах са честицама мањим од око 500 микрометара у пречнику.	

## Извори паљења
Постоји много извора варничења и отвореног пламена, не мора бити само један (половина експлозија прашине у Немачкој у 2005. години дошло је од не пламених извора). У обичајене изворе паљења спадају: електростатичко пражњење, трење, варничење машина и опреме (пример прегрејани лежај). 

## Концентрација
Испод доње границе експлозивности једноставно не постоји довољно прашине да подржи сагоревање до стопе која доводи до експлозије. Цифра од 20% од границе експлозивности се сматра сигурном. Слично је са односом гориво – ваздух, ако се повећа изнад горње границе експлозивности неће постојати довољно оксиданта како би дошло до експлозије. 

## Механизам експлозивне прашине
Прашина обухвата веома велику површину у односу на своју масу. Пошто се горење може догодити само на чврстој или течној подлози где може реаговати са кисеоником, то изазива да прашина буде много запаљива у односу на расути материјал. Пример 1 кг сферичног материјала густине 1 грам по центиметру кубном пречника 27 центиметара заузима површину од 0,3 метра квадратна. Када се тај материјал ослободи из сфере он заузима површину од 60 m², што омогућава материјалу да се због своје мале масе и велике површине лако и брзо запали. Оваква мешавима може довести до стварања експлозија великих размера и то од веома малих искри. Експолозивна прашина се може класификовати као примарна и секундарна. Примарна се налази унутар постројења за прераду и сличним кућиштима под контролисаним притисцима са наменским одводима у атмосферу ради олакшавања притиска. Секундарна прашина се акумулира у радном простору где се рамети и често као последица долази до неконтролисане ексолозије. 

## Заштита и ублажавање последица експлозивне прашине
Која ће се врста заштите од експлозије прашине користити превасходно зависи од тога о којој је индустрији реч. У експлоатацији угља се води рачуна од експлозије метана која је потпомогнута угљеном прашином. Камена прашина се посипа дуж путева или суспендује на крајевима тако да разреди угљену прашину у запаљивим зонама. У рудницима се такође прашина праска водом како би се спречило њено уздизање. Неке индустрије користе процес инертирања где се користе инертне соли како би се спречила експлозија прашине или умањили њени ефекти у случају експлозије. Такође на местима где је отежано проветравање користе се лампе за потребе ронилаца како не би дошло до варничења. Једна од превентивних мера је и благовремено уклањање експлозивне прашине на места где не може доћи до паљења исте. 